# Świder (Otwock)
Świder (dawn. Wille Świderskie) – dawniej samodzielna miejscowość, obecnie część (SIMC 0921349) Otwocka, w województwie mazowieckim, w powiecie otwockim. Leży w północnej części Otwocka, nad rzeką Świder, przy granicy z józefowskimi Świdrami Małymi.

## Opis
W latach 1867–1916 w gminie Otwock, a 1916–1924 w gminie Karczew (do 1916 w powiecie mińskim, od 1916 w warszawskim). W 1921 roku Świder liczył 553 stałych mieszkańców. 
1 stycznia 1925 Wille Świderskie włączono do nowo utworzonej gminy Letnisko Falenica w powiecie warszawskim.
20 października 1933 utworzono gromadę Świder w granicach gminy Letnisko Falenica, składającą się z miejscowości Świder i Świder-Anielin.
Podczas II wojny światowej w Generalnym Gubernatorstwie, w dystrykcie warszawskim. W 1943 gromada Świder (w gminie Falenica) liczyła 1246 mieszkańców.
15 maja 1951, w związku ze zniesieniem gminy Falenica Letnisko (i włączeniem jej większej części do Warszawy), gromada Świder weszła w skład gminy Józefów.
1 lipca 1952, w związku z likwidacją powiatu warszawskiego, Świder wyłączono z gminy Józefów i włączono  do miasta Otwocka, przez co Świder stał się integralną częścią miasta. Równocześnie Otwock włączono do nowo utworzonego powiatu miejsko-uzdrowiskowego Otwock, który przetrwał do końca 1957 roku, kiedy to został przekształcony w powiat otwocki.
Świder dzieli się na Świder Zachodni i Świder Wschodni, które rozdziela linia kolejowa z przystankiem kolejowym Otwock Świder.